# Hartwig 2. af Bremen
Hartwig af Uthlede (død 3. november 1207) var en tysk adelsmand, der under navnet Hartwig 2. af Bremen var fyrstærkebiskop af Bremen (1185–1190 og de facto igen 1192–1207) og en af initiativtagerne til det livlandske korstog.